# 鴨ノ宮ゆう
鴨ノ宮 ゆう（かものみや ゆう、4月25日 - ）は、青森県出身の日本の女性声優。かつてはムーブマンと業務提携していた。身長は160cm。

## 出演

### テレビアニメ
- 獣神演武 -HERO TALES-（2007年）
- ダンス イン ザ ヴァンパイアバンド（2010年、シスター・ローラ）
- リトルバスターズ!（2012年、恭介少年、神北拓也）

### ゲーム
- リトルバスターズ!（2007年、棗恭介〈少年時代〉、宮沢謙吾〈少年時代〉、古式みゆき、神北拓也）
- 神曲奏界ポリフォニカ THE BLACK（2007年、イデ・ティグレア）
- 三極姫〜三国乱世・覇天の采配〜（2011年、文醜[1]）

### ドラマCD
- 奈落の城 一柳和、2度目の受難「奈落の城ドラマCD 一柳和、混迷の序章」（クラリッサ・マイアー）

### 吹き替え
- アメリカを売った男
- クリミナル・マインド7 FBI行動分析課
- LOST シーズン3（シスター #54）

### CM
- 佐久スキーガーデンパラダ
- TSUTAYA
- Docomo山梨
- フクシスポーツ
- ワープロスクールエポ

### 企業VP
- ゾイドダッシュ

### 舞台
- 映像テクノアカデミア「春欄間」